# Žan Karničnik
Žan Karničnik (* 18. September 1994 in Slovenj Gradec) ist ein slowenischer Fußballspieler. Der Abwehrspieler ist bei NK Celje aktiv und ist seit 2021 Nationalspieler Sloweniens.

## Karriere

### Vereine
Karničnik ging im Sommer 2013 von seinem Jugendverein NK Dravograd in die dritte slowenische Liga zu NK Radlje ob Dravi. Zur Saison 2015/16 wechselte er zum slowenischen Erstligisten NK Maribor, wurde dort jedoch ausschließlich in der ebenfalls in der dritten Liga spielenden zweiten Mannschaft eingesetzt. Am 33. Spieltag der Saison 2016/2017, als Maribor die Meisterschaft bereits nicht mehr zu nehmen war, debütierte er schließlich für die erste Mannschaft des Vereins und kam so zu seinem ersten Profi-Einsatz als Fußballer.
In der darauffolgenden Saison wechselte Karničnik in die zweite slowenische Liga zu NŠ Mura. In seiner ersten Saison bei Mura gewann der Verein die Zweitligameisterschaft und stieg somit in die Slovenska Nogometna Liga auf. Im Jahr 2020 konnte Karničnik mit Mura den slowenischen Pokal gewinnen, in der darauffolgenden Saison 2020/2021 gelang erstmals in der Vereinsgeschichte der Gewinn der slowenischen Meisterschaft. Insgesamt kam er in 177 Pflichtspielen für NŠ Mura zum Einsatz und erzielte dabei 16 Treffer.
In der Winterpause der Saison 2021/22 wechselte Karničnik in die bulgarische Parwa liga und unterschrieb beim amtierenden Meister Ludogorez Rasgrad einen Vertrag bis 2025. Mit dem Verein konnte er die bulgarische Meisterschaft sowie den bulgarischen Supercup 2022 gewinnen. Nachdem er in der Hinrunde der Saison 2022/23 nur in fünf Ligaspielen für Ludogorez zum Einsatz kam, wechselte er in der Winterpause auf Leihbasis zurück nach Slowenien zum NK Celje. Am Ende der Spielzeit 2023/24 gewann er mit der vom Kroaten Damir Krznar trainierten Mannschaft den slowenischen Meistertitel.

### Nationalmannschaft
Am 8. Oktober 2021 debütierte Karničnik in der slowenischen Fußballnationalmannschaft, beim 4:0-Sieg im WM-Qualifikationsspiel gegen Malta stand er die vollen 90 Minuten auf dem Platz.
Karničnik wurde von Trainer Matjaž Kek in den Kader für die Fußball-Europameisterschaft 2024 berufen. Er absolvierte als Stammspieler alle vier slowenischen Turnierspiele bis zur Achtelfinal-Niederlage gegen Portugal über die volle Spieldistanz. Im zweiten Gruppenspiel gegen Serbien schoss er das Tor zur zwischenzeitlichen 1:0-Führung (Endstand 1:1).

## Erfolge
Mit NK Maribor:
- Slowenischer Meister: 2017

Mit NŠ Mura:
- Slowenischer Meister: 2021
- Slowenischer Pokalsieger: 2020

Mit Ludogorez Rasgrad:
- Bulgarischer Meister: 2022
- Bulgarischer Supercup: 2022

Mit NK Celje:
- Slowenischer Meister: 2024